# Сезон ФК «Карпати» (Львів) 1981
| «Карпати» (Львів) у сезоні 1981 | «Карпати» (Львів) у сезоні 1981                |
| ------------------------------- | ---------------------------------------------- |
| Ліга                            | Перша ліга                                     |
| Місце в лізі                    | 11                                             |
| Раунд у Кубку                   | Груповий турнір (3-є місце)                    |
| Старший тренер                  | Ярослав Дмитрасевич                            |
| Тренери                         | Борис Рассихін, Валентин Борейко               |
| Начальник команди               | Михайло Кусень                                 |
| Стадіон                         | «Дружба» (Львів)                               |
| Капітан                         |                                                |
| Найбільше матчів у лізі         | Станіслав Кочубинський, Юрій Дубровний — по 44 |
| Найкращий бомбардир у лізі      | Володимир Сакалов — 12                         |

Сезон «Карпат» (Львів) 1981 — двадцятий сезон «Карпат» (Львів). Команда у першій лізі посіла 11-е місце серед 24 команд, у Кубку СРСР у першій зоні групового турнііру зайняла 3-є місце і не пройшла в 1/8 фіналу.

## Головні події
З команди пішли Андрій Баль і Юрій Суслопаров, які наступного сезону виступили на чемпіонаті світу в Іспанії, а також Ярослав Думанський. Завершив кар'єру Лев Броварський. Тренери за сезон використали 25 футболістів, але не змогли знайти їм гідну заміну. Невдача привела до того, що розгнівані керівники області ініціювали злиття двох львівських команд СКА і «Карпати». Новий колектив отримав назву від обох попередників.

## Чемпіонат
| Місце | Клуб                             | «Карпати» — клуб | «Карпати» — клуб | І  | В  | Н  | П  | М     | О  |
| Місце | Клуб                             | удома            | у гостях         | І  | В  | Н  | П  | М     | О  |
| ----- | -------------------------------- | ---------------- | ---------------- | -- | -- | -- | -- | ----- | -- |
| 1     | «Металіст» (Харків)              | 2:1              | 1:0              | 46 | 25 | 12 | 9  | 68-33 | 62 |
| 2     | «Торпедо» (Кутаїсі)              | 2:0              | 1:3              | 46 | 26 | 4  | 16 | 57-46 | 56 |
| 3     | «Локомотив» (Москва)             | 0:0              | 0:0              | 46 | 21 | 15 | 10 | 65-41 | 54 |
| 4     | «Шинник» (Ярославль)             | 0:0              | 2:3              | 46 | 21 | 10 | 15 | 68-58 | 52 |
| 5     | «Колос» (Нікополь)               | 1:0              | 2:3              | 46 | 20 | 11 | 15 | 68-53 | 51 |
| 6     | «Жальгіріс» (Вільнюс)            | 2:2              | 0:1              | 46 | 17 | 15 | 14 | 48-39 | 46 |
| 7     | «Іскра» (Смоленськ)              | 3:1              | 1:0              | 46 | 17 | 12 | 17 | 48-45 | 46 |
| 8     | «Ністру» (Кишинів)               | 1:0              | 1:0              | 46 | 17 | 12 | 17 | 54-51 | 46 |
| 9     | «Памір» (Душанбе)                | 4:1              | 0:1              | 46 | 17 | 11 | 18 | 52-54 | 45 |
| 10    | «Факел» (Воронеж)                | 1:0              | 0:3              | 46 | 17 | 10 | 19 | 45-44 | 44 |
| 11    | «Карпати» (Львів)                |                  |                  | 46 | 17 | 10 | 19 | 57-60 | 44 |
| 12    | «Спартак» (Кострома)             | 0:1              | 0:1              | 46 | 16 | 16 | 14 | 49-50 | 44 |
| 13    | «Металург» (Запоріжжя)           | 0:0              | 0:2              | 46 | 16 | 14 | 16 | 57-51 | 44 |
| 14    | «Гурія» (Ланчхуті)               | 3:1              | 1:1              | 46 | 16 | 13 | 17 | 50-56 | 44 |
| 15    | «Зоря» (Ворошиловград)           | 0:0              | 0:3              | 46 | 16 | 13 | 17 | 44-53 | 44 |
| 16    | СКА (Одеса)                      | 2:2              | 0:4              | 46 | 16 | 13 | 17 | 62-54 | 44 |
| 17    | СКА (Київ)                       | 2:4              | 0:1              | 46 | 16 | 10 | 20 | 59-71 | 42 |
| 18    | «Бустон» (Джизак)                | 2:0              | 2:3              | 46 | 16 | 9  | 21 | 47-63 | 41 |
| 19    | СКА (Хабаровськ)                 | 3:3              | 1:2              | 46 | 16 | 8  | 22 | 50-58 | 40 |
| 20    | «Прикарпаття» (Івано-Франківськ) | 2:0              | 1:3              | 46 | 14 | 13 | 19 | 44-56 | 40 |
| 21    | «Спартак» (Орджонікідзе)         | 3:1              | 1:2              | 46 | 14 | 12 | 20 | 36-49 | 40 |
| 22    | «Кузбас» (Кемерово)              | 1:0              | 1:1              | 46 | 14 | 12 | 20 | 47-51 | 40 |
| 23    | «Динамо» (Ставрополь)            | 4:1              | 1:2              | 46 | 13 | 14 | 19 | 45-60 | 38 |
| 24    | «Трактор» (Павлодар)             | 2:1              | 1:2              | 46 | 12 | 15 | 19 | 41-65 | 36 |

### Статистика гравців
У чемпіонаті за клуб виступали 25 гравців:
| Футболіст              | Дата народження | Ігри     | Голи     |
| Воротарі               | Воротарі        | Воротарі | Воротарі |
| ---------------------- | --------------- | -------- | -------- |
| Сергій Квасніков       | 12 червня 1960  | 37       |          |
| Олексій Швойницький    | 28 жовтня 1956  | 9        |          |
| Михайло Гладьо         | 5 квітня 1961   | 1        | 3п       |
| Захисники              |                 |          |          |
| Станіслав Кочубинський | 23 лютого 1954  | 44       | 4        |
| Василь Гунько          | 13 січня 1956   | 43       |          |
| Анатолій Саулевич      | 26 березня 1959 | 42       | 2        |
| Василь Щербей          | 14 серпня 1955  | 33       |          |
| Віктор Копил           | 10 липня 1960   | 32       | 2        |
| Іван Паламар           | 5 жовтня 1961   | 30       |          |
| Олег Родін             | 6 квітня 1956   | 16       |          |
| Сергій Семушин         | 23 лютого 1954  | 6        |          |
| Ігор Цісельський       | 15 лютого 1960  | 3        |          |
| Півзахисники           |                 |          |          |
| Юрій Дубровний         | 15 квітня 1954  | 44       | 10       |
| Ігор Мосора            | 8 жовтня 1959   | 29       | 2        |
| Віктор Рафальчук       | 30 травня 1962  | 29       | 1        |
| Ярослав Думанський     | 4 серпня 1959   | 12       | 2        |
| Костянтин Антоненко    | 5 березня 1959  | 6        |          |
| Володимир Безуб'як     | 23 березня 1957 | 4        |          |
| Іван Буловчак          | 1 січня 1959    | 3        |          |
| Нападники              |                 |          |          |
| Володимир Дикий        | 15 лютого 1962  | 41       | 9        |
| Володимир Сакалов      | 28 жовтня 1954  | 41       | 12       |
| Григорій Батич         | 8 лютого 1958   | 30       | 6        |
| Степан Юрчишин         | 28 серпня 1957  | 28       | 5        |
| Сергій Шмундяк         | 17 жовтня 1957  | 19       | 2        |
| Едуард Валенко         | 21 лютого 1960  | 12       |          |

## Кубок СРСР

### Зональний турнір. Перша зона

#### Результати матчів з участю «Карпат»
| Дата           | Господар          | Рахунок | Гість                          |
| -------------- | ----------------- | ------- | ------------------------------ |
| 20 лютого 1981 | «Карпати» (Львів) | 1:1     | «Ністру» (Кишинів)             |
| 23 лютого 1981 | «Карпати» (Львів) | 5:0     | «Хімік» (Гродно)               |
| 26 лютого 1981 | «Динамо» (Київ)   | 3:1     | «Карпати» (Львів)              |
| 1 березня 1981 | «Карпати» (Львів) | 1:0     | «Кайрат» (Алма-Ата)            |
| 5 березня 1981 | «Карпати» (Львів) | 0:0     | Прикарпаття (Івано-Франківськ) |

Примітка: Всі матчі проведені на Закарпатті.

#### Підсумкова таблиця
| М  | Команда                        | І | В | Н | П | МЗ | МП | РМ  | О |
| -- | ------------------------------ | - | - | - | - | -- | -- | --- | - |
| 1. | «Динамо» (Київ)                | 5 | 4 | 1 | 0 | 9  | 1  | +8  | 9 |
| 2. | «Кайрат» (Алма-Ата)            | 5 | 3 | 0 | 2 | 8  | 4  | +4  | 6 |
| 3. | «Карпати» (Львів)              | 5 | 2 | 2 | 1 | 8  | 4  | +4  | 6 |
| 4. | Прикарпаття (Івано-Франківськ) | 5 | 1 | 3 | 1 | 1  | 1  | 0   | 5 |
| 5. | «Ністру» (Кишинів)             | 5 | 1 | 2 | 2 | 3  | 6  | −3  | 4 |
| 6. | «Хімік» (Гродно)               | 5 | 0 | 0 | 5 | 1  | 14 | −13 | 0 |

## Турне до Малі
Наприкінці невдалого сезону команда відправилась в Малі за плановим розпорядженням зі всесоюзного Спорткомітету, де провела кілька товариських ігор. Фактично ці матчі стали останніми для тієї команди «Карпат», оскільки незабаром після повернення клуб об'єднали з СКА (Львів).
- 25 листопада. «Карпати» — «Джоліба» (Бамако) — 2:1. (Голи: Кочубинський, Сакалов)
- 27 листопада. «Карпати» — «Стад» (Бамако) — 2:0. (Голи: Дикий, Сакалов)
- 29 листопада. «Карпати» — АС «Бонтон» (Сегу) — 2:0. (Голи: Дубровний, Мосора)
- 1 грудня. «Карпати» — «Реал» (Бамако) — 2:0. (Голи: Батич, Валенко)[1]